# The Hucksters
The Hucksters és una pel·lícula estatunidenca dirigida per Jack Conway, estrenada el 1947.

## Argument
La vídua d'un heroi de guerra viatja a Bel-Air amb els seus dos fills i s'allotgen a la casa d'un executiu publicitari que emet un programa de ràdio. És un home molt correcte i elegant amb habilitat per al seu treball, però ha de suportar un cap desagradable i tirànic.

## Repartiment
- Clark Gable: Victor Albee Norman
- Deborah Kerr: Kay Dorrance
- Sydney Greenstreet: Evan Llewellyn Evans
- Ava Gardner: Jean Ogilvie
- Adolphe Menjou: M. Kimberly
- Gloria Holden: Sra. Kimberly
- Keenan Wynn: Buddy Hare
- Edward Arnold: Dave Lash
- Aubrey Mather: M. Glass, criat
- Richard Gaines: Cooke
- Frank Albertson: Max Herman
- Douglas Fowley: Georgie Gaver
- Clinton Sundberg: Michael Michaelson
- Connie Gilchrist: Betty
- Jimmy Conlin (no surt als crèdits): El propietari de l'hostal Blake-Blue Penguin
- Marie Windsor: Una noia al tren

## Producció
La novel·la de Frederic Wakeman de 1946 The Hucksters va trigar un any a situar-se al capdamunt de la llista de bestsellesr, ajudat potser per la seva provocativa controvèrsia.  Life  descriu el llibre com el millor best-seller de l'any i fins i tot Clark Gable, que seria finalment el protagonista en l'adaptació al cinema, deia que És fastigós i no és divertit.
 Amb Life i la sensibilitat literària de Gable en contra, Metro-Goldwyn-Mayer pagava 200.000 dòlars pels drets de pel·lícula abans fins i tot que la novel·la es publiqués. El guionista Luther Davis I els adaptadors de novel·les Edward Choderov i George Wells tenien feina per portar el projecte a la conformitat de Louis B. Mayer i les polítiques de la Hays Office. Òbviament van haver d'eliminar les escenes sexuals gràfiques (el 1946), i canviaven la Sra. Dorrance del llibre per una vídua de guerra i així ella i Vic "podria viure feliçment després" Més problemàtic, tanmateix, era el retrat de l'agent David Lash, un personatge fonamental en la segona meitat de la pel·lícula. Lash es va basar en l'agent a la vida real Jules Stein, el fundador de l'agència MCA, i el Lash de Hucksters tenia una semblança física innegable amb Lew Wasserman, el protegit de Stein el 1946 que encapçalaria finalment la MCA.